# Насибулин, Руслан Рафикович
Русла́н Ра́фикович Насибу́лин (2 марта 1981, Верхотурье, СССР) — российский фехтовальщик, бронзовый призёр Олимпийских игр. Заслуженный мастер спорта России.

## Карьера
На Олимпиаде в Афинах выиграл бронзовую медаль в командной рапире вместе с Реналем Ганеевым, Юрием Молчаном и Вячеславом Поздняковым. В индивидуальном первенстве Насибулин занял 21-е место.

## Образование
Выпускник Уральской государственной академии физической культуры.